# Hornbacher Sakramentar

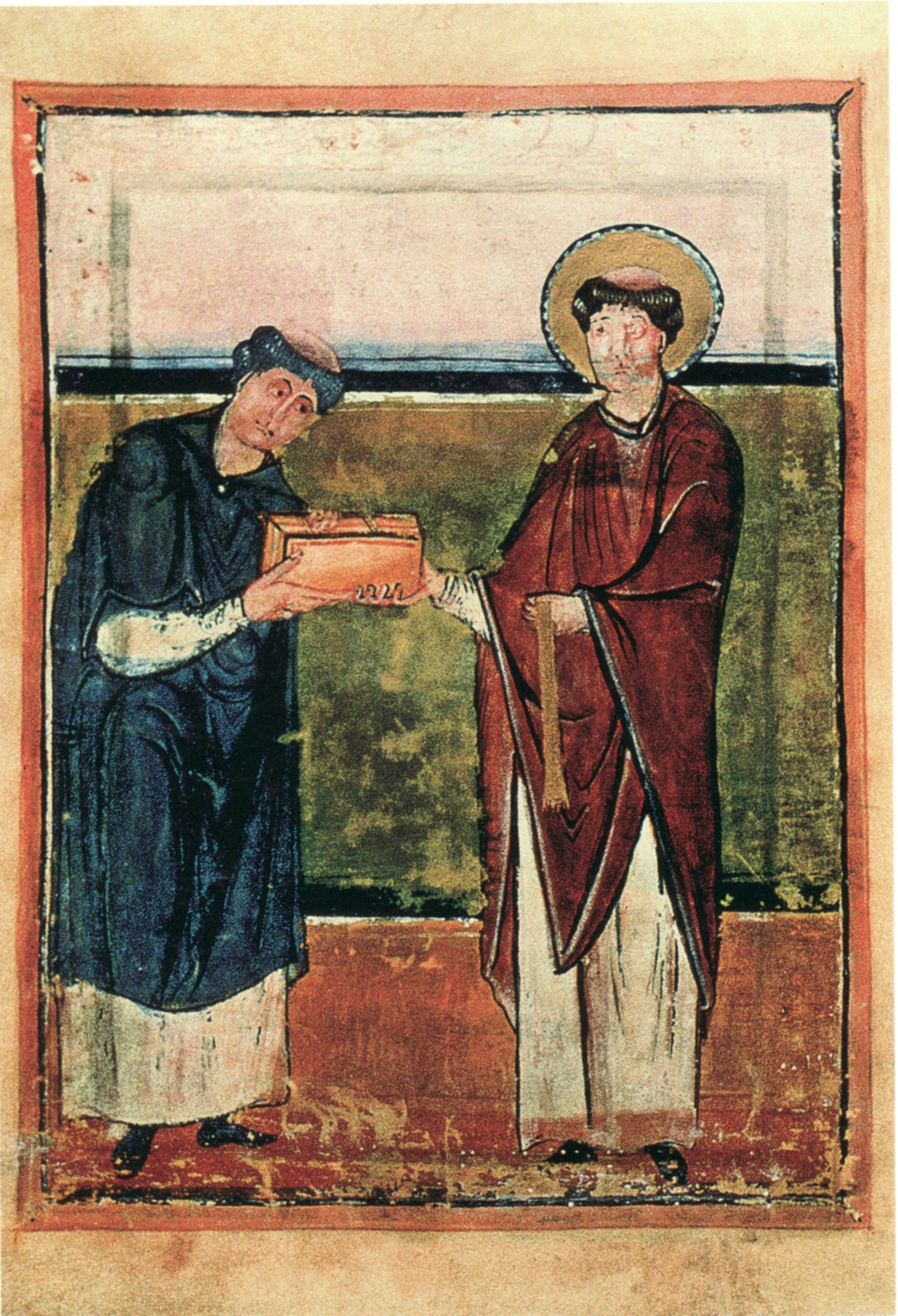
Abt Adalbert von Hornbach übergibt den Codex an den Patron des Klosters Hornbach, den Heiligen Pirmin, Hornbacher Sakramentar, Fol. 8v

Das Hornbacher Sakramentar, auch Eburnant-Codex, ist eine Pergamenthandschrift, die heute der römisch-katholischen Kirchengemeinde Solothurn gehört und unter der Signatur U 1 im Domschatz der St. Ursenkathedrale aufbewahrt wird. Das Sakramentar entstand zwischen 973 und 992 im Skriptorium des Klosters Reichenau im Auftrag des Abtes Adalbert des Klosters Hornbach.

## Kodikologische Angaben
Die Handschrift ist auf ungleichmäßig starkes, fast fehlerfreies Schafspergament geschrieben, mit eingebunden sind erst in Solothurn entstandene Nachträge auf Papier. Der Buchblock misst 26 × 20 cm, ursprünglich 27 × 22 cm. Er hat 226 Seiten Umfang. Die Handschrift beginnt mit drei Ternionen, anschließend folgen abwechselnd Ternionen und Quinionen.
Der ursprüngliche Einband ist unbekannt und verloren. 1550 wurde der Codex in Solothurn neu in einen mit Samt bezogenen Einband mit Silberbeschlägen gebunden. Von diesem Einband blieben zwei Beschläge erhalten. Ein weiterer Neueinband erfolgte ca. 1795, gleichzeitig erhielt der Codex einen Goldschnitt, wofür der Buchblock auf das heutige Maß beschnitten wurde. Der Samt des Einbandes wurde 1956 bei einer Restaurierung erneuert.

## Geschichte
Das Sakramentar wurde im Auftrag des Stifters, des Abtes Adalbert von Hornbach, für die Hornbacher Abteikirche auf der Reichenau hergestellt. Die genaue Datierung ist unklar, Adalbert amtierte von 973 bis 992 als Abt von Hornbach. Der Codex setzt künstlerisch den Kölner Gero-Codex voraus, dessen Widmungsgedicht abgewandelt im Stifterzyklus des Hornbacher Sakramentars zitiert wird. Der Schreiber Eburnant ist in Reichenauer Quellen nicht nachweisbar, der Name erscheint allerdings in einer Hornbacher Urkunde von 1019.
Von Hornbach gelangte die Handschrift zu einem unbekannten Zeitpunkt an eine Seelsorgekirche, wie aus einer im 12. Jahrhundert eingetragenen Ergänzung geschlossen wird. In Solothurn ist sie erstmals circa 1439 als Nachtrag in einem 1425 angelegten Bibliotheksverzeichnis des Domkapitels nachweisbar.

## Inhalt
Die Handschrift ist ein Sakramentar in Form eines Sacramentarium mixtum. Es enthält ein Kalendarium, das besonders in Hornbach verehrte Heilige nennt, dem der achtseitige Stifterzyklus folgt. Im Hauptteil folgt dann das Messordinarium, gefolgt vom Proprium der Messen des Kirchenjahres, beginnend mit Weihnachten, anschließend weitere Messen zu besonderen Anlässen. Auf fol. 153v. findet sich eine Messe für den Konvent eines wie Hornbach St. Petrus gewidmeten Klosters.
An Buchschmuck enthält der Codex Zierbuchstaben, Flechtbandinitialen und fünf Initialzierseiten. Bekannt ist diese Handschrift insbesondere für den achtteiligen Stiftungszyklus. Vier ganzseitige Widmungsbilder stehen jeweils einer Textzierseite auf Purpurgrund gegenüber, die die Handelnden und den mit der Übergabe verbundenen Wunsch an den Empfänger nennt. Auf dem ersten Bild übergibt der Schreibermönch das Buch an den Abt. Die Textzierseite gegenüber nennt den Namen Eburnant und den Abt Adalbert. Eburnant bittet Adalbert, dass er ihn bei seiner Bitte um himmlischen Lohn einschließt. Im folgenden Bild übergibt Adalbert den Codex an den heiligen Pirmin, den Gründer des Klosters Hornbach. Das dazugehörige Widmungsgedicht, eine Umarbeitung des Widmungsgedichts des Egbert-Codexes, bittet Adalbert Pirmin, das „bescheidene Geschenk“ anzunehmen. Pirmin ist jedoch auch nur Vermittler, im nächsten Bild übergibt er das Buch dem Patron des Hornbacher Klosters, dem heiligen Petrus, und bittet im Widmungsgedicht, dass Petrus für Adalbert die Tore des Himmels öffnen möge. Im letzten Bild übergibt Petrus die Stiftung an den thronenden Christus. Die im Widmungsgedicht überlieferte Bitte ist, dass Christus Adalbert das ewige Leben schenken solle.
Das Hornbacher Sakramentar ist eines der späteren Werke der Handschriftengruppe der Reichenauer Buchmalerei, die man nach dem Schreiber Eburnant, alternativ nach dem früher tätigen Schreiber des Gero-Codex Anno bezeichnet.